# La Miel
Pour les articles homonymes, voir Miel.
La Miel est la capitale de la paroisse civile de Gustavo Vegas León de la municipalité de Simón Planas de l'État de Lara au Venezuela.

## Économie
Siège de Destilerías Unidas S.A., distillerie produisant le Rhum Diplomático.